# André-Jean-François-Marie Brochant de Villiers
André-Jean-François-Marie Brochant de Villiers, francoski mineralog in geolog, * 6. avgust 1772, Mantes-la-Ville, † 16. maj 1840, Pariz.